# 汀深
汀深（英語：Ting Sham，代號K13）是香港荃灣區議會下轄的選區，2015年設立，2023年取消，末任區議員為獨立民主派人士劉志雄。

## 範圍
選區位於荃灣區西部，包括青山公路自近水灣起至深井村和深井天主教小學為止，由於包括汀九及深井東部兩個部分，名稱則各取首字而成，與其相連的選區有麗濤、荃灣西與及荃灣郊區，南面與馬灣及青衣島隔海相望，北面以大欖郊野公園與屯門區及元朗區連接，投票站設於深井天主教小學。

## 沿革
2015年區議會選舉，選管會以荃灣西站周邊及馬灣地區的人口比基準多而重劃附近的選區，汀深選區由原有的麗興選區油柑頭、汀九部分以及荃灣郊區東選區深井東部改劃而成。選舉吸引到三名候選人，包括泛民主派的工黨夏希諾，建制方面則有二人，包括新民黨鄭捷彬及因與田北辰交惡而退出新民黨的前仁濟醫院主席、新民黨副主席鄭承隆，結果在建制派票源集中到新民黨，鄭捷彬以四成六得票當選，夏希諾得到四成一票，鄭承隆只得一成一票。
2019年區議會選舉，建制派選情大受反對逃犯條例修訂草案運動影響，時任議員鄭捷彬面對獨立候選人宏荃麟、民主動力所認可的劉志雄及激進建制派香港政研會的林勁放挑戰，當中劉志雄更與另外兩位民主派候選人組成「荃灣沿海連線」聯合宣傳，最終鄭捷彬敗於劉志雄。2021年7月，因應政府計劃追討協助民主派初選區議員的酬金津貼傳聞所帶動的區議員辭職潮中，劉志雄辭去區議員職務。

## 歷屆議員
為方便比較，本表亦包括荃灣郊區選區。
| 選區名稱   | 屆別                 | 議員         | 政治聯繫     | 政治聯繫     | 選區名稱   | 議員   | 政治聯繫 | 政治聯繫  |
| ---------- | -------------------- | ------------ | ------------ | ------------ | ---------- | ------ | -------- | --------- |
| 荃灣郊區   | 1982年－1985年       | 劃為單一選區 | 劃為單一選區 | 劃為單一選區 | 荃灣郊區   | 傅元洪 |          | 無黨籍    |
| 荃灣郊區   | 1985年－1988年       | 劃為單一選區 | 劃為單一選區 | 劃為單一選區 | 荃灣郊區   | 傅元洪 |          | 無黨籍    |
| 荃灣郊區   | 1988年－1991年       | 劃為單一選區 | 劃為單一選區 | 劃為單一選區 | 荃灣郊區   | 陳偉明 |          | 新 新社聯 |
| 荃灣郊區   | 1991年－1994年       | 劃為單一選區 | 劃為單一選區 | 劃為單一選區 | 荃灣郊區   | 陳偉明 |          | 新 新社聯 |
| 荃灣郊區   | 1994年－1999年       | 劃為單一選區 | 劃為單一選區 | 劃為單一選區 | 荃灣郊區   | 陳偉明 |          | 新 新社聯 |
| 荃灣郊區西 | 2000年－2003年       | 蔡成火       |              | 無黨籍       | 荃灣郊區東 | 陳偉明 |          | 新 新社聯 |
| 荃灣郊區西 | 2004年－2007年       | 蔡成火       |              | 無黨籍       | 荃灣郊區東 | 陳偉明 |          | 新 新社聯 |
| 荃灣郊區西 | 2008年－2011年       | 蔡成火       |              | 無黨籍       | 荃灣郊區東 | 陳偉明 |          | 新 新社聯 |
| 荃灣郊區西 | 2012年－2015年       | 曾文典       |              | 無黨籍       | 荃灣郊區東 | 陳偉明 |          | 新 新社聯 |
| 汀深       | 2016年－2019年       | 鄭捷彬       |              | 新民黨       | 荃灣郊區   | 伍顯龍 |          | 無黨籍    |
| 汀深       | 2020年－2021年7月8日 | 劉志雄       |              | 無黨籍       | 荃灣郊區   | 伍顯龍 |          | 無黨籍    |
| 汀深       | 2021年7月9日－2023年 | 懸空         | 懸空         | 懸空         | 荃灣郊區   | 懸空   | 懸空     | 懸空      |

## 歷屆選舉結果
| 政党   | 政党                | 候选人    | 票数  | %     | ±      |
| ------ | ------------------- | --------- | ----- | ----- | ------ |
|        | 獨立                | ①. 宏荃麟 | 18    | 0.27  | 不適用 |
|        | 民主動力            | ②. 劉志雄 | 3,489 | 52.97 | 不適用 |
|        | 實政圓桌            | ③. 鄭㨗彬 | 2,931 | 44.50 | ▼2.12  |
|        | 香港政研會/民眾聯席 | ④. 林勁放 | 149   | 2.26  | 不適用 |
| 多数票 | 多数票              | 多数票    | 558   | 8.47  | ▲3.47  |

| 政党   | 政党            | 候选人    | 票数  | %     | ±      |
| ------ | --------------- | --------- | ----- | ----- | ------ |
|        | 工黨            | ①. 夏希諾 | 1,606 | 41.62 | 新選區 |
|        | 新民黨/公民力量 | ②. 鄭㨗彬 | 1,799 | 46.62 | 新選區 |
|        | 獨立            | ③. 鄭承隆 | 454   | 11.76 | 新選區 |
| 多数票 | 多数票          | 多数票    | 193   | 5.00  | 新選區 |

## 資料來源
1. ↑   (PDF). 2019年香港區議會選舉網站.   [2019-12-10]. （原始内容存档 (PDF)于2019-12-04）.
2. ↑  . 2019年香港區議會選舉網站.   [2019-12-10]. （原始内容存档于2019-12-04）.
3. ↑   (PDF). 香港特區政府憲報.   [2015-09-25]. （原始内容存档 (PDF)于2015-11-22）.